# Spływ (turystyka)

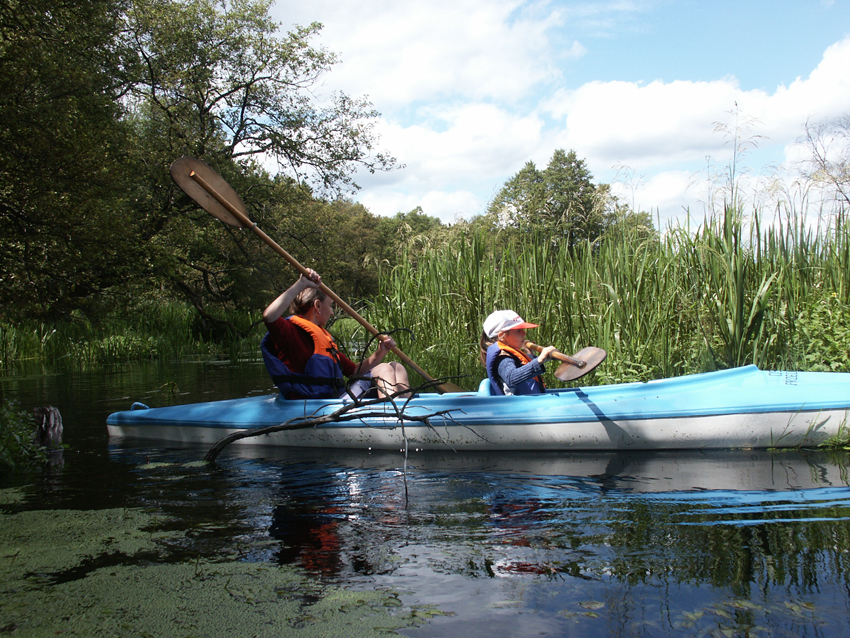
Spływ kajakiem

Spływ – forma rekreacji uprawiana na kajakach, kanadyjkach, pontonem, tratwach i żaglówkach, polegająca na przemieszczaniu się po jakimś akwenie, najczęściej zgodnie z kierunkiem prądu. Lato jest najlepszym okresem na tego rodzaju turystykę.
Do najbardziej popularnych w Polsce należą spływy:
- Dunajcem
- Pilicą
- Drawą
- Iną
- Sanem
- Brdą
- Wdą
- Krutynią
- Przełomem Bardzkim na Nysie Kłodzkiej.